# Odontosida
Odontosida là một chi bướm đêm thuộc họ Sphingidae.

## Các loài
- Odontosida magnificum - (Rothschild 1894)
- Odontosida pusillus - (R Felder 1874)